# Підземне сховище Буштон
Підземне сховище Буштон – призначений для зберігання зріджених вуглеводневих газів (ЗВГ) комплекс каверн у штаті Канзас, власником якого є компанія ONEOK.
У зручно розташованому між районами нафтогазовидобутку та споживання Канзасі знаходиться хаб по роботі зі зрідженими газами, котрий, зокрема, включає потужний фракціонатор у Буштоні та асоційоване з ним гігантське підземне сховище. Останнє складається з каверн, створених шляхом розмивання соляних відкладень формації Веллінгтон (пермський період), які мають товщину до 150 метрів та залягають на глибинах понад 290 метрів. Станом на середину 2010-х років загальний об’єм цього комплексу становив 26,5 млн барелів.
У сховищі зберігаються як фракціоновані продукти (пропан, ізобутан, бутан, газовий бензин, етан-пропанова суміш), так і нерозділені ЗВГ (Y-grade), а також отриманий від НПЗ бутан (refinery-grade butane).
Нефракціоновані ЗВГ в район Буштона доправляються з Вайомінгу, Колорадо, Північної Дакоти та Монтани трубопровідними системами Оверленд-Пасс, Elk Creek NGL, Wattenberg NGL.
Видача фракціонованих продуктів передусім може відбуватись по трубопроводу Норз-Сістем, який прямує в район Великих Озер. Він же здатен доправляти до сховища бутан нафтопереробних заводів або передавати етан-пропанову суміш до Конвею, звідки на Середній Захід прямує спеціалізований трубопровід Ethane-Propane Mix. В той же час, призначений для транспортування як нерозділених ЗВГ, так і фракціонованих продуктів ONEOK NGL забезпечує з’єднання з узбережжям Мексиканської затоки.